# 宝源老醋坊
宝源老醋坊，位于山西省清徐县杨房村，由山西水塔老陈醋股份有限公司建立，是山西的一个老字号。

## 沿革
清徐县当地政府在原明清制醋作坊遗址上重了宝源老醋坊，同时建成农耕文化展示区、醋文化展区等。2019年5月，山西省商务厅公示了首批“三晋老字号”名单，其中包括山西水塔醋业股份有限公司的“宝源老醋坊”通过审核进行公示。